# Édouard Alphonse James de Rothschild
Édouard Alphonse James de Rothschild (París, 24 de febrer de 1868 – París, 30 de juny de 1949), també conegut com a baró Édouard de Rothschild va ser un aristòcrata, banquer i esportista francès, membre de la família Rothschild.
Fill únic d'Alphonse de Rothschild, el va succeir en la seva mort en la direcció de la Banca Rothschild. També el va succeir com a regent del Banc de França entre 1906 i 1936.
Édouard de Rothschild va heretar part del domini vitivinícola del Château Lafite Rothschild i la col·lecció d'art que el seu pare havia fet créixer amb una sèrie de grans compres. La seva gran col·lecció inclou peces d'escultors de renom com Jean-Louis Lemoyne i pintures de Vigée-Lebrun i Rembrandt.
Com el seu pare, Edouard de Rothschild va invertir en les curses de cavalls pura sang. Bon jugador de polo, el 1900 va prendre part en els Jocs Olímpics de París, on guanyà la medalla de bronze en la competició de polo com a integrant de l'equip Bagatelle Polo Club de Paris. En aquest equip també hi competien Robert Fournier-Sarlovèze, Frederick Agnew Gill i Maurice Raoul-Duval.
Es va casar amb Germaine Halphen (1884-1975), filla d'Emile Halphen, enginyer i banquer, i Louise Fould, i neboda del compositor Fernand Halphen. Van ser els pares de Guy de Rothschild, Jacqueline Piatigorsky i Betsabé de Rothschild.